# Красноклювая ванга
Красноклювая ванга (лат. Hypositta corallirostris) — вид воробьиных птиц из семейства ванговых (Vangidae), единственный в одноимённом роде (Hypositta).
Эндемик Мадагаскара. Обитает во влажных лесах на востоке острова.
Оперение синее. Клюв красный.
Питается насекомыми, собирая их на стволах деревьев, при этом перемещается по стволам, как поползни (Sitta). Правда, в отличие от настоящих поползней, красноклювая ванга может только взбираться вверх по стволу.